# Port lotniczy Herkale
Port lotniczy Herkale (ang. Herkale Airport) – lotnisko w Dżibuti. Znajduje się w miejscowości Herkale.